# Étienne Richard

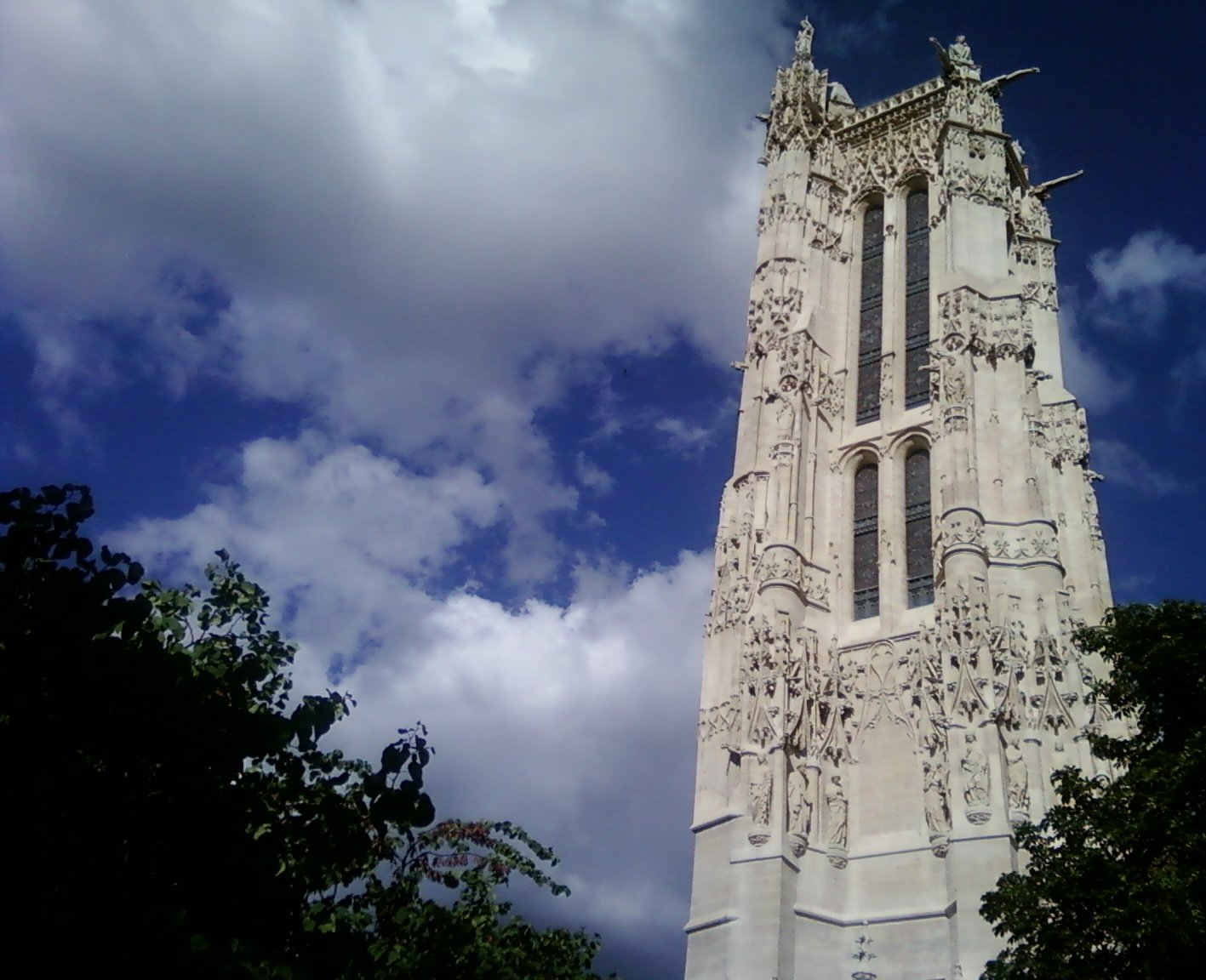
La Tour Saint-Jacques è tutto ciò che oggi rimane della chiesa di Saint-Jacques-la-Boucherie, dove Richard lavorò dal 1652 fino alla morte.

Étienne Richard /eˈtjɛn ʀiˈʃaʀ / (Parigi, circa 1621 – 1669) è stato un organista, clavicembalista e compositore francese.

## Biografia
Sappiamo molto poco di lui. Nato a Parigi in una famiglia di organisti, sembra che abbia vissuto e lavorato quella stessa città per tutta al vita. Dal 1645 lui e suo fratello Charles erano organisti presso il cancelliere Séguier. Nel 1650 succedette a Emery Monnard e a suo padre come organista nella chiesa di Saint-Nicolas-des-Champs, lavorando insieme a Nicolas Gigault. Nel 1652 Étienne perse il padre e il fratello e succedette a quest'ultimo come organista nella chiesa di Saint-Jacques-la-Boucherie. Nel 1655, alla morte del padre, ne prese il posto nella chiesa di Saint-Martin-des-Champs. Conobbe il successo alla fine degli anni '50 e nel 1657 era impiegato come clavicembalista e insegnante de re. Suonava anche la viola da gamba e in questa veste era impiegato presso il fratello del re. Pierre Richard morì a Parigi nel 1669, forse nel mese di maggio.

## Opere
Sebbene godesse di una certa stima a corte, pochissime sue opere ci sono pervenute (e alcune potrebbero anche essere attribuite a Charles, Pierre, o a altri membri delle due famiglie di musicisti che portavano il cognome Richard, attive a Parigi nello stesso periodo). Una delle principali fonti delle sue composizioni è il Manoscritto Bauyn, conservato nella Biblioteca nazionale di Francia: due preludi per organo, quattro allemande, 3 correnti, due sarabande e due gighe, tutti giuntici attraverso il Manoscritto di Bauyn. Questi pezzi mostrano tutti le eccezionali doti compositive di Richard e la sua padronanza del contrappunto e dell'armonia. I preludi per organo combinano l'antico stile contrappuntistico di Jean Titelouze con una particolare attenzione alla melodia — un tratto in anticipo sui tempi, perché la musica francese sarebbe stata successivamente basata sull'andamento melodico. Uno dei preludi contiene varie sezioni, mentre l'altro no. Riguardo ai movimenti di danza, le allemande sono storicamente importanti poiché mostrano gli inizi dello stile ricco di abbellimenti che i compositori francesi successivi avrebbero usato estensivamente. Le gighe mostrano caratteristiche inusuali: una è scritta nel tipico tempo a suddivisione ternaria, ma finisce con un ritornello in 2/2. L'altra giga è completamente in 2/2  ed è formalmente indistinguibile da un'allemanda.

## Discografia
- Pièces pour clavecin, Fabien Armengaud, clavecembalo, CD L'Encelade 2020